# Park Ji-sung
Park Ji-sung (Seul, 25 de fevereiro de 1981) é um ex-futebolista sul-coreano, que atuava como meia. Seu último clube foi o PSV Eindhoven. Ele é considerado o maior futebolista da história da Coréia do Sul, assim também como um dos maiores do futebol asiático. Também era conhecido por seus dribles rápidos e por ter um volume de jogo veloz, resistente e com uma consistência tática eficaz.

## Carreira

### Início
Embora tenha nascido em Goheung, Park cresceu em Suwon, uma cidade satélite 30 km ao sul de Seul. Começou a jogar futebol durante o quarto ano do ensino fundamental. Durante este tempo, Park foi conhecido como um dos maiores jovens talentos na Coreia do Sul e estava sendo olhado por uma série de clubes diferentes. Ele era bem conhecido por seu ritmo de trabalho excelente, hipnotizante passes dribles e precisão.
Mais tarde, assinou um contrato com o Kyoto Sanga, do Japão. Guus Hiddink, e assim iniciando sua carreira como profissional. Porém após uma temporada no time japonês, foi convidado por Guus Hiddink, que havia sido seu técnico na Seleção Sul-coreana de Futebol a ir para o PSV Eindhoven.

### PSV Eindhoven
Após a Copa do Mundo de 2002, Hiddink tornou-se técnico do PSV ,e assim chamando jogadores sul-coreanos como Park e Lee Young-Pyo, enquanto Lee rapidamente se tornou titular da equipe, Park vinha lutando contra lesões que não permitiam o seu avanço na equipe.
Até o final da temporada 2003-04, Park tinha começado a adaptar-se à Holanda, dentro e fora de campo. Na temporada 2004-05, a saída de Arjen Robben para o Chelsea oferecia mais oportunidades para Park, e ele rapidamente provou seu valor para a equipe. Juntamente com Johann Vogel , DaMarcus Beasley e os holandeses Mark van Bommel e Philip Cocu, Park formou um ótimo meio-campo com o seu bom ritmo e passes precisos.
Com o seu ótimo futebol apresentado durante essa temporada no PSV, torcedores da equipe chegaram até a criar uma canção para o jogador que foi intitulada de "Canção para Park" lançada especialmente para o álbum do time.

### Manchester United

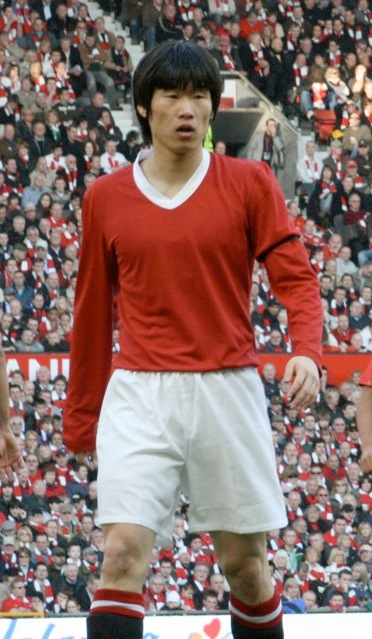
Park Ji-sung com a camisa do Manchester que era em homenagem ao desastre aéreo de Munique na década de 50

Nos últimos meses da temporada 2004-05, Park resolveu se juntar á equipe inglesa do Manchester United do técnico Alex Ferguson, assinando assim um contrato de £ 4 milhões.  Lá Park se tornou o primeiro asiático a ser capitão do Manchester United quando assumiu a braçadeira de Ryan Giggs quando o substituiu durante um jogo em casa pela Champions League contra Lille no dia 18 de outubro de 2005.
Seu primeiro gol pelo Manchester United aconteceu em 20 de dezembro de 2005, durante a vitória por 3-1 sobre o Birmingham na Carling Cup pela quinta rodada.
Em abril de 2007, Park foi enviado para os EUA para uma cirurgia em uma recorrente lesão no joelho, pondo fim a sua temporada. Apesar de afastado por lesão durante a maior parte da temporada, ele ainda jogou em partidas suficiente para se tornar o primeiro jogador sul-coreano a vencer a Premier League.
No dia 29 de abril de 2008, o Manchester United avançou para a Final da Liga dos Campeões da UEFA de 2007-08, depois de vencer o Barcelona de Lionel Messi, em um jogo em que Park foi eleito o Homem do Jogo depois de uma ótima exibição ao longo da partida. No entanto, Park foi excluído do elenco para enfrentar o Chelsea na final; O técnico Alex Ferguson afirmou depois que deixando-o fora foi uma das decisões mais difíceis que ele teve de fazer ao longo de sua carreira como treinador. No final o Manchester acaba por vencer a Liga dos Campeões da UEFA de 2007-08, em uma final no Estádio Luzhniki, contra a equipe do Chelsea numa final que foi decidida somente no pênaltis, e assim fazendo com o que Park se tornasse o primeiro jogador sul-coreano a vencer essa competição.
Em 14 de setembro de 2009, Park assinou uma extensão de contrato de três anos com o United, para mantê-lo no clube até 2012. Em 2010 viu seu clube perder na Liga dos Campeões da Europa, contra a equipe do Bayern de Munique, e perder a Premier League para o Chelsea.
Durante a temporada 2010-11, após ter voltado da Copa do Mundo na África do Sul, Park foi preterido em alguns jogos do Campeonato Inglês, mais tarde ficou fora do clube para jogar a Copa da Ásia de 2011, onde foi a sua última competição internacional pela Coreia do Sul, retornando ao Manchester em fevereiro.
Após ter voltado a ser titular no United, Park foi uma peça importante de Alex Ferguson para conquistar o título da Premier League 2010-11, sendo decisivo nos jogos pela quartas de finais da Liga dos Campeões da UEFA de 2010-11, contra a equipe do Chelsea, e assim fazendo com o que o Manchester voltasse a uma final de Liga dos Campeões dessa vez contra o poderoso Barcelona de Lionel Messi, Andrés Iniesta, Xavi Hernández e cia. jogou todos os 90 minutos daquela final no Estádio de Wembley, mas de nada pode fazer para evitar a derrota de sua equipe por 3 a 1 e assim sendo vice-campeão daquela competição.

### Queens Park Rangers e retorno ao PSV Eindhoven
Na temporada 2012-2013 foi transferido para o Queens Park Rangers onde jogou ao lado de Júlio César e Fábio Silva, que estava emprestado. Ficou até 2013, quando o time foi rebaixado para a Football League Championship (segunda divisão) do campeonato inglês. Depois disso, o então técnico do PSV e ex-companheiro de Park no mesmo, Philip Cocu, o levou de volta ao clube onde se destacou, o PSV Eindhoven, em um empréstimo para jogar a temporada 2013-2014.

### PSV Eindhoven
Mesmo com a ida de Park ao PSV para a temporada 2013-14, o sul-coreano não conseguiu repetir o feito da última temporada em que estava no time holandês, jogando apenas 25 partidas e marcando 2 gols, assim deixando o clube na quinta posição da Eredivisie 2013-14. De qualquer forma, Park entrou para a história do PSV, se tornando um dos ídolos do clube.

### Aposentadoria
No dia 3 de maio de 2014, Park jogaria o que seria sua última partida como profissional, uma vitória do PSV por 2 a 0 em cima do NAC Breda pela Eredivisie. Depois da vitória, Park, considerado o maior futebolista da história do futebol sul-coreano, decidiu se aposentar aos 33 anos, anunciando o fato oficialmente apenas no dia 14 de maio de 2014 e encerrando assim sua vitoriosa carreira de jogador.

## Seleção Coreana
Pela Coreia do Sul, Park participou da  Copa do Mundo FIFA de 2002, 2006 e 2010, sendo destaque do seu país em todas as participações, inclusive sendo um dos poucos jogadores na história das Copas a marcar gol em 3 Copas diferentes, feito realizado por poucos como Ronaldo, Klose e Pelé.
| # | Data                | Adversário | Placar | Resultado | Local                                       |
| 1 | 14 de junho de 2002 | Portugal   | 1–0    | 1–0       | Daegu World Cup Stadium, Daegu              |
| 2 | 18 de junho de 2006 | França     | 1–1    | 1–1       | Zentralstadion, Leipzig                     |
| 3 | 12 de junho de 2010 | Grécia     | 2–0    | 2–0       | Nelson Mandela Bay Stadium, Porto Elizabeth |

Anunciou no dia 31 de janeiro de 2011 a sua aposentadoria da seleção sul-coreana aos 29 anos, após um teceiro lugar de sua seleção na Copa da Ásia de 2011 perdendo a semi-final para os campeões  Japão onde também era o capitão da equipe. Apontado como um dos maiores jogadores ásiaticos da história justificou a sua deixa dizendo que é hora de dar chances aos novos talentos.
Até hoje, atuou 100 vezes pela seleção e marcou 13 gols.

### Jogos eliminatórias para a copa 2006 pela Seleção Sul-Coreana principal
| Nº | Data                    | Competição                             | Estádio                             | País          | Placar | Adversário     |
| -- | ----------------------- | -------------------------------------- | ----------------------------------- | ------------- | ------ | -------------- |
| 1  | 18 de fevereiro de 2004 | Eliminatórias da Copa do Mundo de 2006 | Suwon World Cup Stadium (LIB)       | Coreia do Sul | 2 – 0  | Líbano         |
| 2  | 9 de agosto de 2004     | Eliminatórias da Copa do Mundo de 2006 | Daejeon World Cup Stadium (VIE)     | Coreia do Sul | 2 – 0  | Vietnã         |
| 3  | 17 de novembro de 2004  | Eliminatórias da Copa do Mundo de 2006 | Seoul World Cup Stadium (MDV)       | Coreia do Sul | 2 – 0  | Maldivas       |
| 4  | 9 de fevereiro de 2005  | Eliminatórias da Copa do Mundo de 2006 | Seoul World Cup Stadium (KUW)       | Coreia do Sul | 2 – 0  | Kuwait         |
| 5  | 25 de março de 2005     | Eliminatórias da Copa do Mundo de 2006 | P. Mohammed Bin Fahad Stadium (KSA) | Coreia do Sul | 0 – 2  | Arábia Saudita |
| 6  | 30 de março de 2005     | Eliminatórias da Copa do Mundo de 2006 | Seoul World Cup Stadium (UZB)       | Coreia do Sul | 2 – 1  | Uzbequistão    |
| 7  | 3 de junho de 2005      | Eliminatórias da Copa do Mundo de 2006 | Pakhtakor Markaziy Stadion (UZB)    | Coreia do Sul | 1 – 1  | Uzbequistão    |
| 8  | 8 de junho de 2005      | Eliminatórias da Copa do Mundo de 2006 | Al-Sadaqua Walsalam Stadium (KUW)   | Coreia do Sul | 4 – 0  | Kuwait         |

## Títulos
Kyoto Sanga
- Copa do Imperador: 2002
- Campeonato Japonês - Segunda Divisão: 2001

 PSV Eindhoven
- Campeonato Neerlandês: 2002-03, 2004-05
- Copa dos Países Baixos: 2004-05
- Supercopa dos Países Baixos: 2003

 Manchester United
- Copa do Mundo de Clubes da FIFA: 2008
- Liga dos Campeões da UEFA: 2007-08
- Campeonato Inglês: 2006-07, 2007-08, 2008-09, 2010-11
- Copa da Liga Inglesa: 2005-06, 2008-09, 2009-10
- Supercopa da Inglaterra: 2007, 2008, 2010, 2011

### Premios individuais
- Melhor jogador asiático na Europa: 2007
- Seleção da Liga dos Campeões da UEFA: 2007-08, 2010-11
- Seleção do Campeonato Neerlandês: 2004-05
- Seleção da Copa da Liga Inglesa: 2008-09

## Aparição em programas de variedade
| Programa    | Emissora | Episódio |
| ----------- | -------- | -------- |
| Running Man | SBS      | 95-97    |
| Running Man | SBS      | 153-154  |
| Running Man | SBS      | 199-200  |
| Running Man | SBS      | 283-284  |